# Christian Balek
Christian Balek (* 7. November 1974 in Chur, Schweiz) ist ein ehemaliger österreichischer Grasskiläufer. Er wurde achtfacher Welt- und dreifacher Europameister, gewann viermal den Gesamteuropacup und 18 österreichische Meistertitel.

## Karriere
Balek begann zunächst mit dem Alpinen Skilauf. Im Alter von neun Jahren kam er an der Skihauptschule in Lilienfeld zum ersten Mal mit dem Grasskilauf in Kontakt. Nach einigen nationalen Erfolgen im Juniorenbereich wurde Balek 1992 in die österreichische Grasski-Nationalmannschaft aufgenommen. Im selben Jahr gewann er bei der Juniorenweltmeisterschaft die Goldmedaille im Slalom und jeweils Bronze in Riesenslalom, Super-G und Kombination. Ein Jahr später gewann er in Bormio sogar dreimal Gold im Slalom, im Super-G und in der Kombination.
Im Jahr 1994 nahm Balek erstmals an einer Europameisterschaft teil. Dabei konnte er den Slalom und die Kombination für sich entscheiden. Im folgenden Jahr gewann er seine ersten beiden von insgesamt 18 österreichischen Staatsmeistertiteln und bei der Weltmeisterschaft 1995 wurde er Dritter im Riesenslalom. Die nächste Goldmedaille gewann Balek im Slalom der Europameisterschaft 1996. In diesem Jahr sicherte er sich auch erstmals die Gesamtwertung im Europacup, die er in den folgenden drei Jahren erfolgreich verteidigten konnte. Bei der Weltmeisterschaft 1997 war Balek mit drei Goldmedaillen in Slalom, Riesenslalom und Kombination sowie einer Silbermedaille im Super-G der erfolgreichste Sportler. Im selben Jahr wurde er mit dem Silbernen Ehrenzeichen für Verdienste um die Republik Österreich geehrt. Zwei Jahre später konnte er bei der Weltmeisterschaft 1999 in Gaal diese Ergebnisse exakt wiederholen.
Während der folgenden Jahre wurde Balek immer wieder durch Verletzungen zurückgeworfen. 2001 musste er deshalb die gesamte Saison pausieren. Im Jahr 2002 gewann er mehrere Weltcuprennen, aufgrund einer erneuten Verletzung kam er aber im Gesamtklassement nur auf Rang zwei hinter dem Tschechen Jan Němec. Bei der Weltmeisterschaft 2003 gewann Balek die Goldmedaille im Super-G und in der Kombination sowie Bronze im Slalom. Nach einer weiteren Verletzung nahm Balek seit der Saison 2004 an keinen Wettbewerben mehr teil. 2004 erhielt er das Goldene Ehrenzeichen für Verdienste um die Republik Österreich.
Der gelernte Werkzeugmaschineur begann im Jahr 1995 mit dem Bau seiner eigenen Grasskier. Drei Jahre später gründete Balek die Firma Speedy Jack und er begann mit dem Vertrieb seiner Skier. Balek-Skis werden heute von einer großen Zahl der europäischen Grasskiläufer gefahren.

## Erfolge

### Weltmeisterschaften
- Kálnica 1995: 3. Riesenslalom
- Müstair 1997: 1. Slalom, 1. Riesenslalom, 1. Kombination, 2. Super-G
- Gaal 1999: 1. Slalom, 1. Riesenslalom, 1. Kombination, 2. Super-G
- Castione della Presolana 2003: 1. Super-G, 1. Kombination, 3. Slalom

### Europameisterschaften
- Kálnica 1994: 1. Slalom, 1. Kombination, 6. Super-G, 7. Riesenslalom
- Forni di Sopra 1996: 1. Slalom, 4. Kombination

### Juniorenweltmeisterschaften
- Kálnica 1992: 1. Slalom, 3. Riesenslalom, 3. Super-G, 3. Kombination
- Bormio 1993: 1. Slalom, 1. Super-G, 1. Kombination

### Weltcup
- Grasski-Weltcup 2002: 2. Gesamtrang

### Europacup
- Grasski-Europacup 1994: 4. Gesamtrang
- Grasski-Europacup 1996: 1. Gesamtrang
- Grasski-Europacup 1997: 1. Gesamtrang
- Grasski-Europacup 1998: 1. Gesamtrang
- Grasski-Europacup 1999: 1. Gesamtrang

### Österreichische Meisterschaften
Balek wurde 18-facher Österreichischer Meister: 6× Slalom, 2× Riesenslalom, 4× Super-G, 1× Parallelslalom und 5× Kombination.

## Auszeichnungen (Auszug)
- 1997: Silbernes Ehrenzeichen für Verdienste um die Republik Österreich
- 2004: Goldenes Ehrenzeichen für Verdienste um die Republik Österreich